# Torcy-en-Valois

Torcy-en-Valois este o comună în departamentul Aisne din nordul Franței. În 1 ianuarie 2022 avea o populație de 77 de locuitori.